# Noyau ventromédian
Le noyau ventromédian (NVM) est une des zones de l'hypothalamus. Il est impliqué entre autres dans les fonctions de régulation de l'appétit et dans certaines fonctions sexuelles. 

## Régulation de l'appétit
Le noyau ventromédian intervient dans la régulation de l'appétit chez les mammifères, et chez au moins certains oiseaux.  

## Fonctions sexuelles
Chez la rate, le NVM contient tout comme la zone pré-optique médiane des récepteurs des œstrogènes, des récepteurs alpha (ERα) (en) qui régulent la motivation sexuelle, la proceptivité et la réceptivité aux incitations sexuelles, autrement dit la recherche et l'acceptation de partenaires dans l'action de copulationChez les mammifères non hominidés, il reçoit les signaux phéromonaux transmis par le système olfactif principal (muqueuse olfactive + bulbes olfactifs principaux), et le système voméronasal, et constitue le point de départ d'un  circuit contrôlant au niveau médullaire le réflexe de la  lordose.